# Bob Pettit
Robert E. Lee "Bob" Pettit Jr. (Baton Rouge, Luisiana; 12 de diciembre de 1932) es un exjugador de baloncesto estadounidense. Con 2,06 metros de altura, jugaba en la posición de ala-pívot y desarrolló toda su carrera en los Milwaukee/St. Louis Hawks de la National Basketball Association (NBA).
Fue el primer jugador en conseguir el MVP de la temporada, y fue nombrado en el mejor quinteto de la NBA en diez ocasiones, y una vez en el segundo quinteto. Fue introducido en el Salón de la Fama del Baloncesto en 1971 y es uno de los cuatro jugadores incluidos en todos los equipos de aniversario de la NBA (25, 35, 50 y 75).

## Trayectoria deportiva

### Comienzos
La carrera de Pettit tuvo un comienzo muy humilde. En el instituto de Baton Rouge fue cortado del equipo de baloncesto tanto en freshman (estudiante de primer año) como en sophomores (de segundo año). Su padre, sheriff de la Parroquia de East Baton Rouge, le presionó para que mejorara sus habilidades en el patio trasero de su casa. Y trabajó en ello, hasta convertirse en titular en categoría junior, y liderando en su año sénior a Baton Rouge a su primer Campeonato Estatal en más de 20 años.

### Universidad

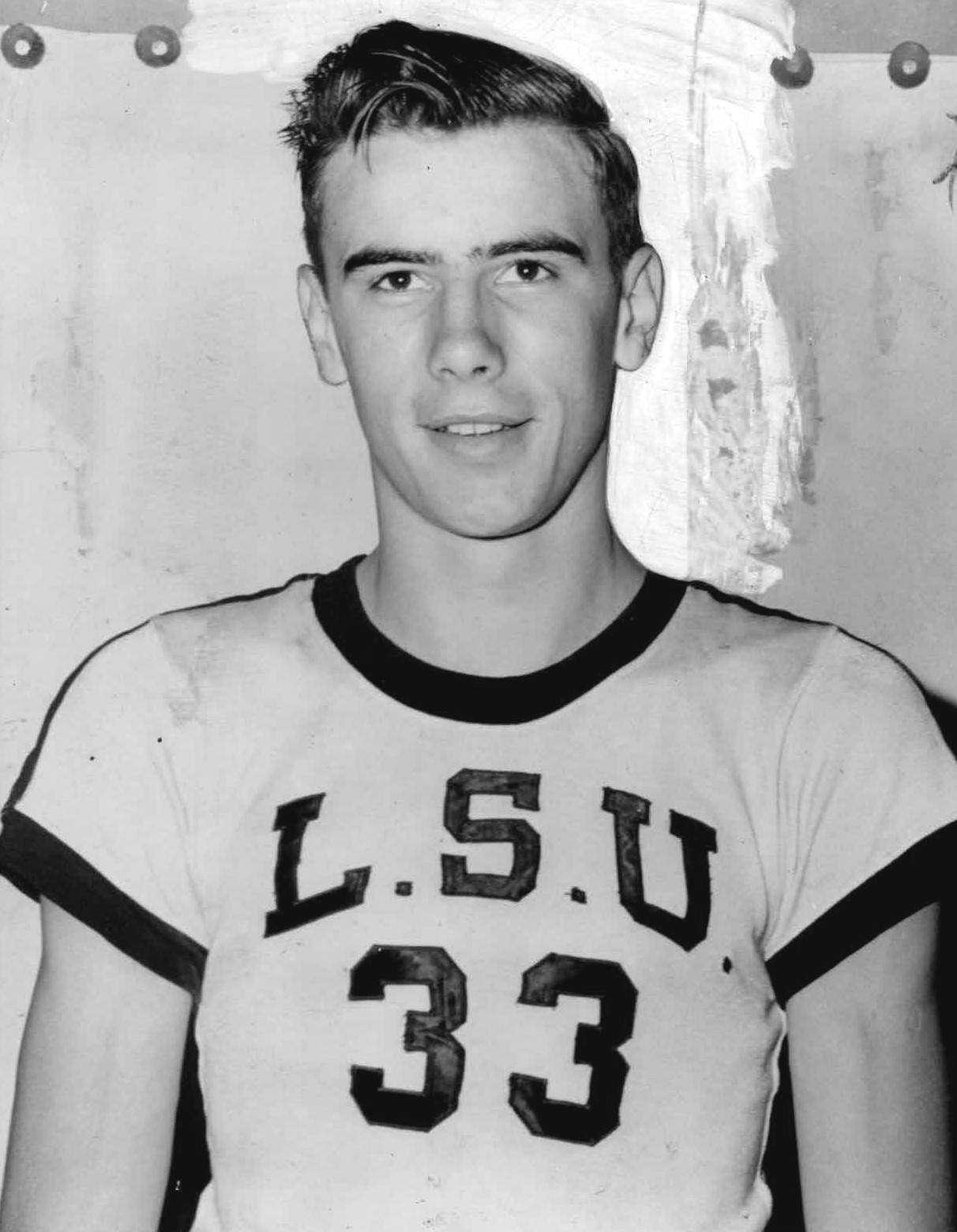
Pettit en LSU.

Tras el instituto, Pettit aceptó una beca para jugar en la Universidad de Louisiana State. Fue en tres ocasiones seleccionado en el mejor quinteto de la Conferencia Suroeste, y dos veces All-American durante sus tres años allí. Promedió 27.8 puntos por partido en aquellos años. También fue miembro del Zeta Zeta Chapter de Delta Kappa Epsilon en LSU, y del Hall of Fame de Luisiana.

### NBA

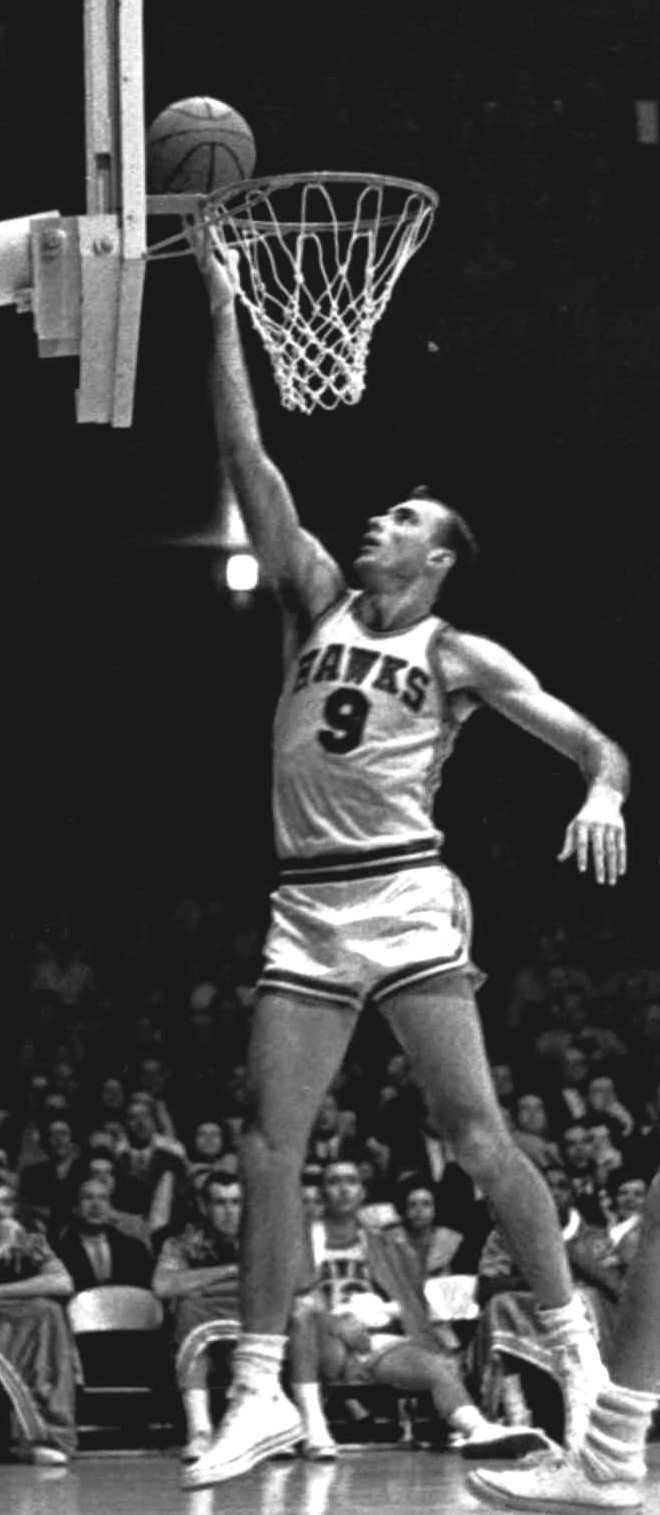
Pettit, con la camiseta de los Hawks.

En 1954, Milwaukee Hawks seleccionó a Pettit en la primera ronda del Draft de la NBA. Los novatos, como es normal, luchan durante toda la temporada por adaptarse al juego, pero este no fue el caso de Bob Pettit, que promedió aquel año 20.4 puntos y 13.8 rebotes, siendo el Rookie del Año. Tras esa temporada, los Hawks se mudaron a St. Louis. Al año siguiente, Pettit ganó su primer título de máximo anotador de la competición con un promedio de 25.7 puntos por encuentro, liderando también la liga en rebotes con 1.164, y un promedio de 16.2. También fue nombrado MVP del All-Star Game tras anotar 20 puntos y recoger 24 rebotes. En 1958 y 1962 volvió a ganar idéntico trofeo. Además, fue nombrado como el MVP de la temporada, galardón que posteriormente recibiría una vez más en 1959. En 1958, Pettit, Ed Macauley y Cliff Hagan lideraron a los Hawks a las Finales de la NBA, derrotando en ellas a los Boston Celtics de Bill Russell y convirtiéndose en campeones. El 12 de abril de 1958, en las Finales de la NBA de 1958 ante Boston Celtics, Pettit anotó 50 puntos, su récord personal en playoffs. Ambos equipos también se encontrarían en las Finales de 1957, 1960 y 1961, ganándolas todas ellas los Celtics.
Pettit hizo un promedio de al menos 20 puntos por partido y al menos 12 rebotes por partido en cada una de sus 11 temporadas en la NBA. Ningún otro jugador retirado en la historia de la NBA ha promediado más de 20 puntos en cada una de las temporadas que ha estado en activo (Michael Jordan promedió 20 puntos exactos en su última temporada). En la 1960-61, Pettit promedió más de 20 rebotes por partido, siendo uno de los cinco jugadores capaces de lograr esta proeza en la historia de la competición. La siguiente temporada consiguió su mejor registro anotador con 31.1 puntos por choque.
Pettit se retiró en 1965, convirtiéndose en el primer jugador en rebasar la marca de los 20.000 puntos (20.880 por un promedio de 26.4). Sus 12.849 rebotes fueron la segunda mejor marca cuando se retiró, y su promedio de 16.2 la mejor tercera solamente detrás de Wilt Chamberlain y Bill Russell.
En cada una de sus temporadas, Pettit jugó el All-Star Game. Sus 26 rebotes en 1958 y 27 en 1962 siguen siendo las dos mejores marcas en un All-Star, y en cuanto a promedio de puntos está aún en la segunda posición (20.4), detrás de Oscar Robertson.

### Revolucionando el "ala-pívot"
Pettit es acreditado en ocasiones como el revolucionador de la posición de "power-forward" (ala-pívot) en la NBA. Debido a su habilidad anotadora y reboteadora, es considerado el predecesor de Elgin Baylor, Jerry Lucas, Elvin Hayes, Bob McAdoo, Kevin McHale, Charles Barkley, Karl Malone, Tim Duncan, Kevin Garnett, Dirk Nowitzki y Pau Gasol.

## Estadísticas de su carrera en la NBA
|  | Denota temporadas en las que Pettit ganó un campeonato de la NBA |

### Temporada regular
| Año     | Equipo    | PJ  | MPP  | TC%  | TL%  | RPP  | APP | PPP  |
| ------- | --------- | --- | ---- | ---- | ---- | ---- | --- | ---- |
| 1954–55 | Milwaukee | 72  | 36.9 | .407 | .751 | 13.8 | 3.2 | 20.4 |
| 1955–56 | St. Louis | 72  | 38.8 | .429 | .736 | 16.2 | 2.6 | 25.7 |
| 1956–57 | St. Louis | 71  | 35.1 | .415 | .773 | 14.6 | 1.9 | 24.7 |
| 1957–58 | St. Louis | 70  | 36.1 | .410 | .749 | 17.4 | 2.2 | 24.6 |
| 1958–59 | St. Louis | 72  | 39.9 | .438 | .759 | 16.4 | 3.1 | 29.2 |
| 1959–60 | St. Louis | 72  | 40.2 | .438 | .753 | 17.0 | 3.6 | 26.1 |
| 1960–61 | St. Louis | 76  | 39.8 | .447 | .724 | 20.3 | 3.4 | 27.9 |
| 1961–62 | St. Louis | 78  | 42.1 | .450 | .771 | 18.7 | 3.7 | 31.1 |
| 1962–63 | St. Louis | 79  | 39.1 | .446 | .774 | 15.1 | 3.1 | 28.4 |
| 1963–64 | St. Louis | 80  | 41.2 | .463 | .789 | 15.3 | 3.2 | 27.4 |
| 1964–65 | St. Louis | 50  | 35.1 | .429 | .820 | 12.4 | 2.6 | 22.5 |
| Total   | Total     | 792 | 38.8 | .436 | .761 | 16.2 | 3.0 | 26.4 |

### Playoffs
| Año   | Equipo    | PJ | MPP  | TC%  | TL%  | RPP  | APP | PPP  |
| ----- | --------- | -- | ---- | ---- | ---- | ---- | --- | ---- |
| 1956  | St. Louis | 8  | 34.3 | .367 | .843 | 10.5 | 2.3 | 19.1 |
| 1957  | St. Louis | 10 | 43.0 | .414 | .767 | 16.8 | 2.5 | 29.8 |
| 1958  | St. Louis | 11 | 39.1 | .391 | .729 | 16.5 | 1.8 | 24.2 |
| 1959  | St. Louis | 6  | 42.8 | .423 | .785 | 12.5 | 2.3 | 27.8 |
| 1960  | St. Louis | 14 | 41.1 | .442 | .754 | 15.8 | 3.7 | 26.1 |
| 1961  | St. Louis | 12 | 43.8 | .412 | .757 | 17.6 | 3.2 | 28.6 |
| 1963  | St. Louis | 11 | 42.1 | .459 | .778 | 15.1 | 3.0 | 31.8 |
| 1964  | St. Louis | 12 | 41.2 | .412 | .835 | 14.5 | 2.8 | 21.0 |
| 1965  | St. Louis | 4  | 23.8 | .366 | .800 | 6.0  | 2.0 | 11.5 |
| Total | Total     | 88 | 40.3 | .418 | .774 | 14.8 | 2.7 | 25.5 |